# Bulletin de l'Académie Royale des Sciences et Belles-lettres de Bruxelles
El Bulletin de l'Académie Royale des Sciences et Belles-lettres de Bruxelles, abreviado Bull. Acad. Roy. Sci. Bruxelles, fue una revista ilustrada con descripciones botánicas que fue editada en Bruselas Bélgica. Se publicaron 12 números en los años 1836-1845. Fue reemplazada en el año 1846 por los Bulletins de l'Académie Royale des Sciences, des Lettres et des Beaux Arts de Belgique.